# Mad i middelalderen
Mad i middelalderen betegner forskellige europæiske kulturers mad, spisevaner og kogekunst omtrent fra 400-tallet til 1500-tallet. I denne periode opstod mange nye madvaner, og de lægger grunden til den nutidige madkultur i Europa.
Brød og kød var kostens hovedbestanddele med forskellige kornprodukter som grød. Almindelige retter var supper og gryderetter. Vin, vineddike og verjus (sur saft af umodne vindruer) blev ofte brugt til smagsgivning sammen med honning og sukker hos dem, der havde råd.
Søde og sursøde retter var almindelige hos dem. Mandler (søde eller bitre), hele, hakkede eller i saftform som mandelmælk, blev ofte anvendt.
Nogle mener, at kød mest var et privilegium for de rige som importerede fødevarer fra andre regioner. Når de rige og privilegerede spiste kød, var det overvejende svinekød og hønsekød.
Andre kilder taler om, hvad bønder og håndværkere spiste. Kostskemaer fra den danske senmiddelalder fortæller, at kødforbruget lå højere end i dag.
Forskellige kostskemaer fra 1200-tallet siger, at en fuldvoksen mand skulle have 1½ kg kød om dagen. Man spiste mere okse- og fårekød end svinekød og oksekød kostede kun 1/3 af hvad svinekød kostede, da svinene var små. Det høje kødforbrug skyldtes at korndyrkning var omstændeligt og arbejdskrævende.
I Nordeuropa spistes sild, torsk og andre salt- og ferskvandsfisk.
Handel med fødevarer gjordes vanskeligt af lang transport og dyre konserveringsmetoder. Derfor var det de rige, der havde råd til importerede fødevarer og krydderier.
I Middelalderen, hvor hungersnød var almindelig, var maden en indikator for levestandarden på en måde, der er ukendt i de fleste ilande i dag. Desuden begrænsede mange love klasserne under adelsklassens adgang til bestemte fødevarer. Det var i herskerklassen en tro på en guddommelig sammenhæng mellem arbejde og mad: groft arbejde krævede grov, billig mad, mens adelen havde brug for noget raffineret.

## Måltider
Det var almindeligt med to måltider om dagen: middag mellem 10 og 14 og aftensmad sent om eftermiddagen eller først på aftenen. Morgenmad var noget som adel, præster og medlemmer af religiøse ordner undgik, da det ansås syndigt at bryde nattens faste for tidligt. Af praktiske grunde spiste arbejderklassen et morgenmåltid, og det var tålt for børn, kvinder, syge og ældre. Sene måltider (reresoper, af occitanske rèire-soper "sent aftensmåltid") med store mængder alkohol ansås for usædelige. Disse sene måltider blev ofte forbundet med syndige forehavender som hasardspil, grov tale og liderlighed. Mindre mellemmåltider var almindelige (selv om de ansås for upassende af tidens moralister), og arbejdere kunne få penge af sin arbejdsgiver til at købe mad i pausen.

### Etikette
I den senere middelalder var der en tendens til i en vis grad at undgå den strenge kollektivisme, som gennemsyrede perioden: Måltidet var en social begivenhed som alle andre aspekter af middelalderens livsførelse. Hele husholdet med tjenerne skulle spise sammen. At trække sig tilbage for at spise alene eller med en eller to nære venner ansås for sløsagtigt og avlede mistillid i en verden, hvor alle i samfundet var afhængige af hinanden for at overleve.
I 1200-tallet rådede f.eks Robert Grosseteste, biskop af Lincoln, grevinden af Lincoln til at "forbyde middag og aftensmad uden for spisesalen, i hemmelige og private gemakker, for således opstår sløseri og giver ingen ære af herre eller frue." Han rådede også grevinden til at holde øje med tjenerne, så de ikke gemte madrester for at nyde dem sent på aftenen i stedet for at give dem til de fattige som almisser.
Der findes beskrivelser af bordskik ved større banketter i senmiddelalderen, men betydeligt færre af elitens hverdagsmåltider, eller hvordan almuen og de fattige spiste. Man kan dog gå ud fra, at der ikke forekom udsvævelser som flerrettersmiddage, krydderi og håndvask i parfumeret vand i beskedne hjem.
I rige husholdninger kom tjenere med vand og rene håndklæder før og efter måltidet, så gæsterne kunne vaske hænder. Sociale normer gjorde det svært for kvinder at bevare det stereotype billede af at være nette og rene, mens de nød et storslået måltid, og det var almindeligt for værtinden at spise i et privat rum med sit følge. Hun kunne så slutte sig til gæsterne til desserten. Alle den højere stands fine arrangementer var ellers en rent mandlig fornøjelse, og det var sjældent, at andre end meget højtstående gæster tog fruerne med. Det sociale hierarki bekræftedes gennem bordskikken, da de af lavere rang skulle hjælpe dem af højere rang, de yngre skulle hjælpe ældre og mænd skulle hindre, at kvinderne plettede klæder og spiste på en ukvindelig måde. Deling af drikkekar var almindeligt selv ved vigtige banketter for alle bortset fra de mest ansete, som sad ved værtens bord. Ligeledes forventedes det, at man skulle bryde brød og skære kød for sine gæster.
Maden serveredes for det meste på brødskiver direkte fra kogekarret og den spisende tog sin portion fra serveringsfadet og placerede den på sin egen skive (tallerken) med skeer eller hænderne. Gennem hovedparten af middelalderen og langt op i 1600-tallet bestod tallerkner af nogle dage gammelt brød af lavere kvalitet, som blev skåret til ved bordet, alternativt af træ eller metal. De fattigere spiste ofte maden direkte fra bordet, som kunne have fordybninger til den. Knive anvendtes til at skære med eller til at tage husholdningssalt fra de fælles saltkar. Gæster havde egen kniv med; kun højt ærede gæster fik en kniv af værten. Gafler anvendtes til at tage kød med fra kogekarrene og ikke i Europa i større udstrækning før mod 1700-tallet i renaissancen og kun i Italien og Frankrig. Synet på gaflen som bestik i højmiddelalderen illustreredes af reaktionerne på den byzantinske prinsesse Teodora Doukainas bordskik. Hun giftede sig 1075 med Domenico Selvo, dogen af Venedig, men skabte skandale blandt venetianerne ved at lade sin mad skære ud af sin eunukker og derefter spise den med en forgyldt gaffel. Denne mode opfattedes som så skamløst højfærdig, at biskoppen af Ostia, Peter Damian, henviste til "... den venetianske dogens frue, hvis krop efter hendes delikate excess helt rådnede bort."

## Drikkevarer
Den primære drikkevarer i middelalderen var øl, fordi vandet særligt i byerne var forurenet. Det var derfor nødvendigt at sætte en gæringsproces i gang (der dræbte bakterierne). Der var få bryghuse, da de fleste bryggede øl til eget forbrug. Særligt vand fra brønde kunne være forurenet, både fordi det var stillestående vand, og fordi de havde tilløb af skidt og lort.
Vin var forbeholdt kongelige, adelen, gejstligheden og købmænd. Den fineste vin i Europa kom fra Rhinområdet.
Mjød, der er gæret honning, blev hovedsageligt drukket til jul.
Lutendranck, der er stærkt krydret rød- eller hvidvin. Drikken indeholder bl.a. kanel og kardemomme og kendes også i renæssancen.

## Madlavning
Al middelalderlig madlavning skete over åben ild. komfuret blev først almindeligt i 1700-tallet og alle kokke var tvunget til at lave mad over åben ild. Ovne var almindelige, men de var dyre at bygge og fandtes kun i større hushold og bagerier. Det var almindeligt at samfundet fælles ejede ovne for at sikre sig at brødbagning var tilgængelig for alle. Der fandtes mindre, flytbare ovne, som kunne fyldes med mad og siden tændes med glødende kul eller varm aske. Der fandtes større ovne på hjul, hvorfra man kunne sælge tærter og andet bagværk i byerne. For de fleste mennesker tilberedtes mad for det meste i enkle gryder, da det var den mest brændselseffektive måde at lave mad på. På den måde gik man heller ikke glip af næringsrigt afkog. Mad i middelalderen var ofte betydeligt federe end i dag, i hvert fald for dem, som havde råd til det. Det ansås ikke for et problem, da arbejdet kunne være hårdt, og isolering af boliger var betydeligt mindre effektiv. Kropsidealet var også anderledes; var man rig, skulle man gerne vise lidt huld, og det var i almindelighed kun de meget fattige eller syge som var tynde.
Den dominerende opfattelse inden for den vesterlandske gastronomi i dag er, at sødt og salt ikke bør blandes, et ideal som først opstod i det franske hofkøkken sent i 1600-tallet. I middelalderen kunne frugt uden problem kombineres med kød, fisk og æg. Tart de brymlen, en slags fisketærte fra opskriftsamlingen The Forme of Cury fra sent i 1300-tallet, indeholder en blanding af figen, rosiner, æble, pære og fisk (laks, torsk eller kolja) med blommer under tærtelåget. Det ansås for vigtigere at retten passede ind i korrekt medicin- og kostlære fra humoralpatologien. Det indebar, at mad skulle balanceres med andre ingredienser og råvarer efter deres natur og beskaffenhed. For eksempel ansås fisk for at være kold og fugtig og skulle derfor tilberedes på en måde som varmede og tørrede ud: stegning eller bagning i ovn - og tilsmages med varme og tørre krydderier.
Oksekød ansås for at være tørt og fugtigt og skulle derfor helst koges; svinekød var varmt og fugtigt og skulle derfor grilles eller bages. I nogle opskriftsamlinger angives alternative råvarer, da humorale egenskaber ansås for vigtigere end lighed i smag. I en opskrift på kvædetærte angives kål som et udmærket alternativ, og i en anden ligestilles roer med pære.
Mange stegepander, gryder, kasseroller og vaffeljern fandtes allerede i middelalderen, selv om mange af dem var for dyre for det gennemsnitlige hushold. Der fandtes en stor variation af spyd til tilberedning af alt fra vagtler til hele okser. Der fandtes ophængningsanordninger med justerbare og svingbare stativer med kroge til gryder for at lette arbejdet med hurtigt at fjerne gryden, der var ved at brænde på eller koge over. Redskaberne hang oftest over åben ild eller stod på et stativ over gløderne. Der fandtes desuden en mængde forskellige knive, skeer og rivejern. I rige hjem var de almindeligste redskaber morteren og sien (oftest af stof), da mange opskrifter krævede, at råvarerne skulle stødes, sies og krydres før eller efter tilberedning. Det var fordi mad, der var findelt, lettest kunne optages. Det gav også dygtige kokke muligheden at forme maden i fantasifulde former. En typisk fremgangsmåde var at flå og rense et dyr, findele kødet og blande det med krydderi og andre ingredienser og derefter stoppe det tilbage i dets eget skind, eller at forme det til et helt andet dyr.

## I moderne tid
Der er forsket i middelaldermad og udgivet flere kogebøger med opskrifter fra perioden. Den danske arkæolog og madhistoriker Bi Skaarup har bl.a. udgivet Mad og spisevaner fra middelalderen (1997) og Middelaldermad. Kulturhistorie, kilder og 99 opskrifter (1999). Hun har også har også været med til at udvikle restauranten Den Gyldne Svane, der serverer mad ud fra middelalderlige opskrifter. Restauranten er en del af frilandsmuseet og oplevelsescentret Middelaldercentret ved Nykøbing Falster, som beskæftiger sig med dansk købstadskultur omkring år 1400.